# David King
Sir David Anthony King, född 12 augusti 1939, är en sydafrikanskt född brittisk kemist, akademiker och chef för Climate Crisis Advisory Group (CCAG).

## Karriär
King började sin akademiska karriär i Sydafrika och Storbritannien innan han 1974 blev professor i Fysikalisk kemi vid universitetet i Liverpool. 
1991 fick han en professur i Fysikalisk kemi vid Universitetet i Cambridge. Under tiden i Cambridge var han Master vid Downing College 1995-2000 och Head of Chemistry Department 1993-2000. 
2000-2007 var han Chief Scientific Advisor till Tony Blairs regering, och 2013-2017 var han den brittiska regeringens Special Representative for Climate Change.
Sedan 2002 är King hedersdoktor vid Kungliga Tekniska högskolan i Stockholm.

## Publicerade böcker
- Sir David King, Gabrielle Walker, The Hot Topic: how to tackle global warming and still keep the lights on, Bloomsbury London 2008 [13]
- Oliver Inderwildi, Sir David King, Energy, Transport & the Environment, 2012, Springer London New York Heidelberg [14]